# Dominator (film)
Dominator (Exterminator 2) è un film del 1984 diretto da Mark Buntzman. È il sequel di Exterminator del 1980.

## Trama
L'ex veterano della Guerra del Vietnam John Eastland, torna a uccidere con una maschera da saldatore e un lanciafiamme in mano. Assassina così il fratello di un trafficante di droga, X. X però si vendica uccidendo Caroline, la futura moglie di John, e quest'ultimo è più deciso che mai a compiere la sua vendetta.
Il film si apre con la rapina in un negozio di liquori da parte di un gruppo di giovani ben armati, mentre un uomo invisibile ascolta lo scanner della polizia.
Quell'uomo, che indossa una maschera da saldatore, appare all'improvviso dietro il negozio mentre gli uomini fuggono, incenerendone due con un lanciafiamme.
I sopravvissuti fuggono sottoterra, rivelando la loro appartenenza a una banda di strada guidata da un uomo carismatico di nome X.
Eastland sviluppa una relazione con una ballerina di nome Caroline mentre X annuncia i suoi piani per guidare la banda al governo delle strade e della città.
La banda rapina un blindato e abbatte un elicottero della polizia.
Un camion della spazzatura che passa guidato da Be Gee sterza nella folla di gangster, disperdendoli proprio prima che la polizia possa arrivare.
La banda esegue un'esecuzione alla luce delle torce dell'autista del blindato nella metropolitana mentre il fratello di X viene incenerito dall'uomo mascherato.
Successivamente, il film segue Eastland e Be Gee, veterani del Vietnam , che si riuniscono e girano per la città nel camion della spazzatura, visitano il bar dove lavora Caroline e si separano mentre Eastland e Caroline portano il camion della spazzatura all'appartamento di Caroline.
Allo stesso tempo, un mafioso visita il covo della banda in un'altra cerimonia illuminata da torce e si offre di vendere loro l'eroina , la banda testa un campione su una vittima rapita casualmente e scopre l'ubicazione della casa di Caroline riconoscendo il camion della spazzatura.
Il giorno successivo, Eastland e Caroline visitano un parco.
Mentre Eastland è distratto la banda attacca Caroline picchiandola e paralizzandole le gambe.
Eastland e Be Gee discutono più tardi in un bar.
L'uomo mascherato appare in un vicolo e incenerisce altri due gangster.
Più tardi, Caroline ed Eastland litigano, e Eastland finalmente le parla del suo ruolo da giustiziere assieme Be Gee.
Si armano, tendono un'imboscata a un gruppo di gangster in un parco e torturano le informazioni da un gangster.
Eastland e Be Gee attaccano uno dei magazzini della banda, solo per scoprire che stavano interrompendo uno spaccio di droga tra X e il mafioso.
Nello scontro a fuoco che segue, Be Gee viene ucciso da X, il mafioso e la sua squadra vengono fatti saltare in aria insieme ai soldi e Eastland ruba l'eroina.
Per rappresaglia, la banda uccide Caroline mentre Eastland piange Be Gee.
Giurando vendetta, Eastland installa un'armatura improvvisata sul camion della spazzatura, mentre fissa mitragliatrici e razzi anticarro ai lati e sulla parte superiore.
Segue uno scontro finale in una fabbrica, dove Eastland uccide la maggior parte dei gangster con il camion della spazzatura blindato e incenerisce i sopravvissuti con un lanciafiamme.
X quindi insegue Eastland intorno alla fabbrica, ferendolo e catturando il sacchetto di eroina.
La borsa esplode, uccidendo X, lasciando Eastland ad allontanarsi da solo dalle macerie.